# Leucocarbo carunculatus
El cormorán carunculado (Leucocarbo carunculatus) es una especie de ave suliforme de la familia endémica de Nueva Zelanda.

## Descripción
Se trata de un cormorán de tamaño considerable, con 76 cm de largo y con un peso de 2,5 kg, con plumas blancas y negras y patas rosadas. Aparecen  manchas en forma de barra en las alas cuando estas no están desplegadas. En la base del pico se pueden encontrar unas hinchazones de tono amarillo o anaranjado (carúnculos). El saco gular, de color gris, se vuelve rojo en la temporada de apareamiento. Un anillo azul alrededor de los ojos indica su parentesco con otras especies de cormoranes. Se los puede encontrar desde el Cook Strait Ferry hasta la bahía de Queen Charlotte, frente al inicio del canal Tory en Nueva Zelanda.

## Hábitat
Los cormoranes carunculados habitan en las aguas costeras de la región de Marlborough, donde anidan solamente en islotes rocosos de cuatro emplazamientos pequeños.